# Armeński Komitet Olimpijski
Armeński Komitet Olimpijski (orm. Հայաստանի ազգային օլիմպիական կոմիտե) – stowarzyszenie związków i organizacji sportowych z siedzibą w Erywaniu, zajmujące się organizacją udziału reprezentacji Armenii w igrzyskach olimpijskich i europejskich oraz upowszechnianiem idei olimpijskiej i promocją sportu, a także reprezentowaniem ormiańskiego sportu w organizacjach międzynarodowych, w tym w Międzynarodowym Komitecie Olimpijskim.
Komitet założono 24 października 1990 roku, a do MKOL został przyjęty 1 stycznia 1993 lub 24 września 1993. Pierwszym przewodniczącym został Ruben Hakopjan, kolejnymi byli: Ruben Torosjan (1993–1994), Aleksan Awetisjan (1994–1999), Benur Paszjan (1999–2000) i Iszchan Zakarjan (2000–2005). Od 2005 roku przewodniczącym jest Gagik Carukjan.
Ormianie pierwszy raz wysłali swoich reprezentantów na zimowe igrzyska olimpijskie w Lillehammer (1994), na letnich igrzyskach debiutowali w Atlancie w 1996.
Wśród federacji należących do Armeńskiego Komitetu Olimpijskiego (2016) znajdują się następujące związki: lekkoatletyki, łucznictwa, badmintona, koszykówki, biathlonu, boksu, szachów, kajakarstwa, kolarstwa, skoków do wody, jeździectwa, szermierki, piłki nożnej, łyżwiarstwa figurowego, gimnastyki, piłki ręcznej, judo, karate, sztuk walki, pięcioboju nowoczesnego, rugby, sambo, żeglarstwa, narciarstwa, strzelectwa, pływania, pływania synchronicznego, tenisa stołowego, taekwondo, tenisa, ushu, triathlonu, siatkówki, piłki wodnej, podnoszenia ciężarów i zapasów.